# میچ پیلگی

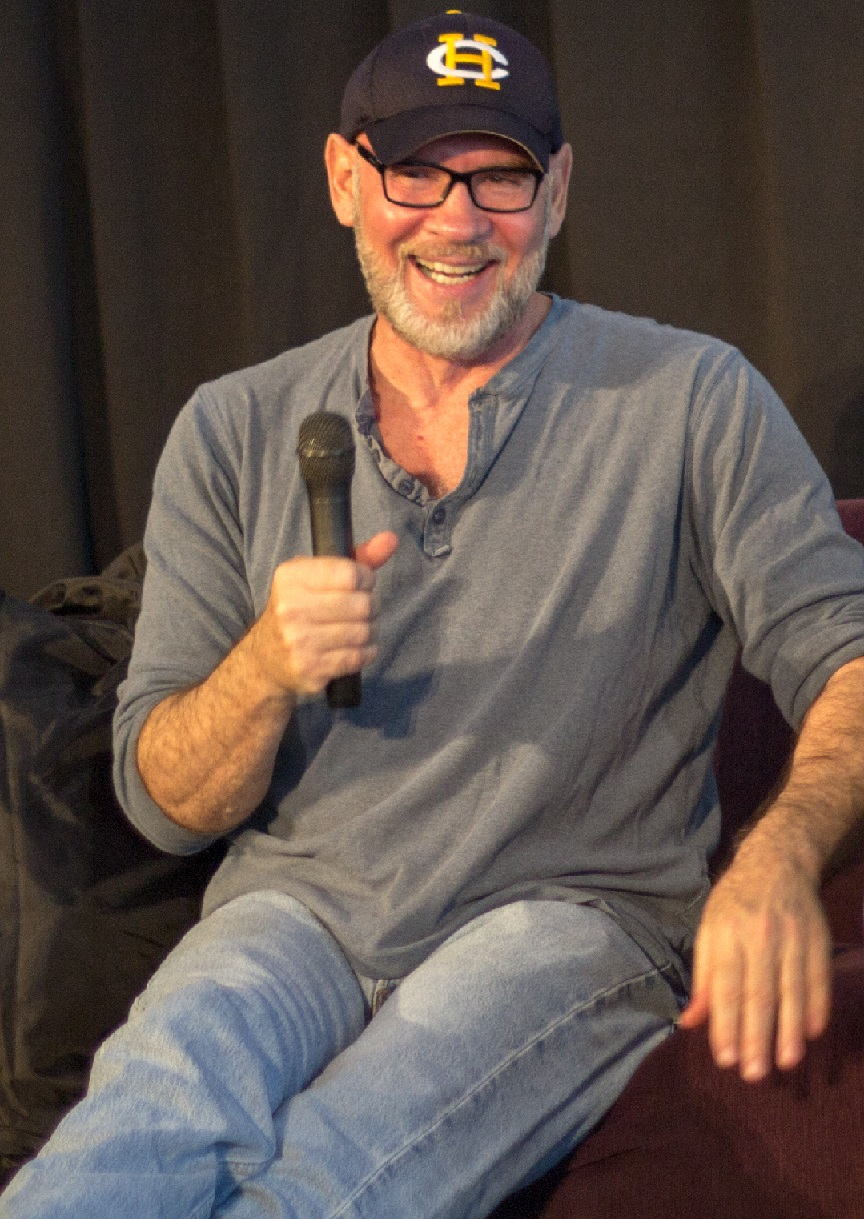
هنرپیشه اهل ایالات متحده آمریکا

میچ پیلگی (انگلیسی: Mitch Pileggi؛ زاده ۵ آوریل ۱۹۵۲) یک هنرپیشه اهل ایالات متحده آمریکا است.
از فیلم‌ها یا برنامه‌های تلویزیونی که وی در آن نقش داشته است می‌توان به پرونده‌های اکس، لژیون آتش: مورچه‌های قاتل!، پرونده‌های مجهول ۲ و نایت رایدر ۲۰۰۰ اشاره کرد.